# Eremotmethis carinatus
Eremotmethis carinatus is een rechtvleugelig insect uit de familie Pamphagidae. De wetenschappelijke naam van deze soort is voor het eerst geldig gepubliceerd in 1775 door Fabricius.